# Прапор Покровського
Прапор Покровського — офіційний геральдичний символ селища Покровське, затверджений рішенням сесії Покровської селищної ради від 30 червня 2004 року.

## Опис прапора
Квадратне полотнище синього кольору, в якому образ Покрови Пресвятої Богородиці у червоному вбрані над двома схрещеними козацькими шаблями. Образ Богородиці увінчаний золотим німбом.

## Символіка прапора
Символіка і кольори прапора відповідають символіці герба Покровського.